# Driebergse bos
Het Driebergse bos is een natuurgebied bij Driebergen-Rijsenburg in de Nederlandse provincie Utrecht.  
Het bos ligt ten zuiden van de A12 en de spoorlijn Utrecht-Arnhem en loopt tot de bebouwing van Driebergen-Rijsenburg aan de Willem van Abcoudelaan, de Wetstein Pfisterlaan en de Schellingerlaan. Aan de westzijde ligt het bosperceel van de stichting Vrienden van Nassau-Odijkhof, aan de oostzijde de begraafplaats aan de Traaij. Aan de noordzijde van de spoorlijn ligt natuurgebied Bornia. Het 25 hectare grote bos gaat over in het Rijsenburgsebos.
Het Driebergse bos heeft een hoge cultuurhistorische waarde. Het is een overblijfsel van het Sterrenbos Sper en Dal, wat halverwege de 18e eeuw is aangelegd door de toenmalige eigenaren van Buitenplaats Sparrendaal. Het sterrenbos staat ingetekend op de pentekening van A. Verryk & Zoon uit 1758 (te zien in Buitenplaats Sparrendaal).  
Het Driebergse bos was in de negentiende eeuw eigendom van de familie Diederichs. In 1899 werd de Kraaysteeg hernoemd naar Diederichslaan. Na 1918 werd het Driebergse bos rond de Acaciavijver en de Koekenpan (sprengenstelsel "De Zwoer") verkocht aan de in Indië geboren C.T.F.T Thurkow, commissaris van de cultuurmijnen. In de twintigste eeuw werd het bos dan ook wel ‘het bos van Thurkow’ genoemd. In het bos ligt een heideveldje. 
Het sprengenstelsel "De Zwoer"  heeft twee sprengkoppen (welvijvers); De Pannenkoek en de Acaciavijver . Bij de Acaciavijver bevonden zich vroeger de Zestien Gezichten, naar de bospaden, die hier samen kwamen. Het sprengenstelsel voorzag Buitenplaats Sparrendaal van (drink)water. De sprengbeken gaan vanuit het Driebergs Bos via de wijk Driebergen Noord, de Bosstraat en het Seminarieterrein naar Buitenplaats Sparrendaal.    